# Olga Freiin von Lersner
Olga Toni Freiin von Lersner (* 21. Juli 1897 in Karlsruhe; † 8. Juli 1978 in Reutlingen) war eine deutsche Krankenschwester und eine der Initiatorinnen und die Leiterin der Schwesternschule der Universität Heidelberg. Mit der Entwicklung der universitären Modellschule beeinflusste von Lersner die deutsche Krankenpflegeausbildung maßgeblich. Die von ihr mitinitiierte Schule begründete die Aufwertung der europäischen Pflege im internationalen Vergleich und deren spätere Akademisierung.

## Werdegang
Olga von Lersner wurde mit einer Zwillingsschwester, Elsa von Lersner, geboren. Die Eltern der Zwillinge waren Oberst Eduard Freiherr von Lersner und dessen Ehefrau Elisabeth, geborene Freiin von Roeder. Olga von Lersner begann 1919 eine zweijährige Ausbildung zur Krankenschwester im Katharinenhospital Stuttgart. Ihr erstes Berufsjahr verbrachte sie bei der Flüchtlingshilfe in der Türkei und Griechenland. Von 1922 bis 1927 war sie Oberin eines Krankenhauses in Saloniki und Oberschwester an der Universitätsklinik Athen. Es folgten verschiedene Führungspositionen in Krankenhäusern in Königsberg i.Pr., Dresden, Senftenberg und Offenbach am Main. Dort trat sie in die Schwesternschaft des Deutschen Roten Kreuzes (DRK) Offenbach ein und übernahm die Leitung der dortigen Pflegeschule. 1940 besuchte sie eine einjährige Weiterbildung des DRK in der ihr die theoretischen Grundlagen ihrer bisherigen Tätigkeiten im Pflegemanagement vermittelt wurden. 1940 trat von Lersner zudem dem Rotkreuz-Mutterhaus Marburg-Übersee bei. Anschließend wurde sie zur Oberin der Ludolf-Krehl-Klinik an der Universität Heidelberg ernannt, die Leitung der dortigen DRK-Pflegeschule fiel ebenfalls in ihren Aufgabenbereich. Ärztlicher Leiter der DRK Krankenpflegeschule war Richard Siebeck. Die produktive Zusammenarbeit zwischen Olga von Lersner und Richard Siebeck während dieser Zeit wurde auch nach Gründung der Schwesternschule der Universität Heidelberg fortgeführt. Olga von Lersner sah die Krankenpflege als einen Teil der Siebeck’schen „Medizin in Bewegung“ an. Innerhalb der Universität Heidelberg bekam Olga von Lersner zudem Unterstützung auch durch Viktor von Weizsäcker, zu dem auch ein freundschaftliches Verhältnis bestand. Das Niveau in der internistischen und psychosomatischen Pflege, das in dieser Zeit angelegt wurde, wird seit dem Jahr 2017 in der neuen Pflegeimagekampagne des Universitätsklinikums Heidelberg „Du wirst wachsen – Vielfalt Pflege. Seit 1561“ durch die Veranstaltung INPUD „Innere Medizin up to date“ fortgeführt.

## Modellschule Heidelberg
Nach Ende des Zweiten Weltkrieges bemühte sich das US-amerikanische Hochkommissariat um eine Aufwertung der deutschen Krankenpflege und eine Anpassung an internationale Standards, insbesondere der Akademisierung der Pflegeausbildung. Zu diesem Zweck sagten die amerikanische Regierung sowie die Rockefeller- und McCloy-Stiftungen Finanzierungshilfen für die Gründung einer universitären Modellausbildung in Deutschland zu. Der Rektor der Universität Heidelberg Karl Heinrich Bauer und von Lersner waren bereit, ein entsprechendes Modell zu entwickeln.
Mit Unterstützung durch die Rockefeller-Stiftung konnte von Lersner ein einjähriges Stipendiat in den Vereinigten Staaten und Toronto/Kanada absolvieren und besuchte Pflegeschulen in Göteborg und Stockholm.
Während die Universität bereits 1948 die Zustimmung zur Einrichtung der Modellschule gab, versuchte von Lersner nach ihrer Rückkehr die Präsidentin des Verbandes Deutscher Mutterhäuser vom Roten Kreuz, Generaloberin Luise von Oertzen von der Idee zu überzeugen. Von Oertzen hielt eine solche Schule jedoch für „ethisch nicht tragbar“ und drohte Lersner mit dem Ausschluss aus dem DRK, sollte sie ihre Idee verwirklichen wollen. Lersner verließ das DRK und wechselte zum Agnes-Karll-Verband. Auch Auguste Mohrmann, die für den Kaiserswerther Verband (KWV) in der Berliner Geschäftsstelle arbeitete, war schwer von der Idee einer Modellschule zu überzeugen. Die Kaiserswerther Diakonisse Anna Sticker hingegen begrüßte die Idee. Olga von Lersner eröffnete im Mai 1953 die Schwesternschule der Universität Heidelberg mit einer dreijährigen Grundausbildung in Pflege und öffentlicher Gesundheitsfürsorge. Der Dekan der Medizinischen Fakultät, Horst Habs, hielt die Eröffnungsrede und verwies auf die Bedeutung akademisch geschulter Pflegekräfte an der Universität Heidelberg seit Franz Anton Mai. Die Schule war von Beginn an internationalen Ansprüchen orientiert.

### Neurologische, psychiatrische, gemeindenahe und psychosomatische Pflege
Die Rockefeller-Foundation forderte einen Ausbau der „Geisteskrankenpflege“. Dieses Anliegen wurde vor allem von den Schwesternschülerinnen Christa Winter- von Lersner, die gerne die Veranstaltungen bei Walter Bräutigam besuchte, und Ulrike Villinger eingelöst. Leider gelang es Olga von Lersner nicht, die Psychiatriekrankenschwester Eva von Gadow von einem Stipendium der Rockefeller-Foundation für das Studium der Geisteskrankenpflege in den USA zu überzeugen und danach als Unterrichtsschwester an der USH zu arbeiten. Olga von Lersner wurde zur Nestorin für psychosomatische Pflege in Deutschland, denn es war ihr möglich, den Heidelberger Mediziner Alexander Mitscherlich für die Anliegen der Schule zu gewinnen und so wurden die Schwesternschülerinnen, erstmals in Deutschland, auch in der Psychosomatik eingesetzt. Der theoretische Unterricht in Psychosomatik erfolgte durch Clemens de Boor (1920–2005), den späteren Leiter des Sigmund-Freud-Instituts in Frankfurt am Main. Die Schwesternschülerin Sabine Bartholomeyczik, die vor ihrer Ausbildung ein Pflegepraktikum in einem psychiatrischen Landeskrankenhaus gemacht hatte, hörte Vorlesungen bei Alexander Mitscherlich. Alexander Mitscherlich hatte für sein Institut im Jahr 1946 ursprünglich die Bezeichnung „Institut für Biographische Medizin“ vorgeschwebt.
Von englischer Seite kam die Forderung nach einem Ausbau der Gemeindekrankenpflege, die durch die Zusammenarbeit mit den entsprechenden Institutionen der beiden christlichen Kirchen sowie dem Diakoniewissenschaftlichen Institut mit Herbert Krimm und Paul Philippi umgesetzt wurde. Auch der Heidelberger Neurologe Dieter Janz (1920–2016) sorgte durch die Etablierung einer Brückenkrankenpflegestelle gemeinsam mit Olga von Lersner dafür, dass eine USH-Krankenschwester sowohl im stationären, als auch im ambulanten Bereich (jeweils 50 % der Vollzeitarbeitsstelle) eingesetzt wurde. So sollten Drehtüreffekte in der Neurologie reduziert werden.
Es entstand zudem eine enge Zusammenarbeit mit den Erziehungswissenschaftlern Alfons Otto Schorb und vor allem Christian Caselmann. Leistungsscheine konnten auch in philosophischen Veranstaltungen erworben werden. Pflegegeschichte wurde anhand von Persönlichkeiten wie Henry Dunant, Theodor Fliedner, Vincenz von Paul sowie Florence Nightingale unterrichtet und dramaturgisch dargestellt. Bereits in den 1950er Jahren wurde mit Pflegetheorien, so vor allem der Pflegetheorie von Florence Nightingale gearbeitet. Das Curriculum der Schule wies insgesamt also eine Vielzahl von Neuerungen auf, die nach und nach als Novellierungen Einzug in das Krankenpflegegesetz hielten. Im Dezember 1962 verabschiedete sich von Lersner in den Ruhestand und übergab die Leitung der Schwesternschule an Antje Grauhan (Schulleitung von 1962 bis 1971), die weitere Pflegetheorien in das Curriculum aufnahm.
Die neue Schwesternschule der Universität Heidelberg (USH) trug schnell den Spitznamen „Hollywoodschule“. Die Schülerinnen erhielten auf den Pflegestationen den Spitznamen „Hollywoodschwestern.“ Die Spitznamen erfand Hanns Gotthard Lasch, damals Schularzt für die USH und Oberarzt der Medizinischen Klinik (Ludolf-von-Krehl-Klinik). Inspiriert wurde Lasch durch die sandelholzfarbene Tracht der Schwesternschülerinnen, die in der grau-weißen Farbe der Umgebung erfrischend wirkte. Zum festen Programm der Schwesternschule gehörten auch Ausflüge ins Elsass gemeinsam mit den Studierenden weiterer benachbarter Fakultäten der Universität Heidelberg.

#### Ausbildungstagebücher
Die Schwesternschülerinnen führten während ihrer Ausbildung Tagebücher, in denen sie ihre Erlebnisse auf den Stationen, in der Gemeinde und im Kindergarten schilderten und verarbeiteten. Olga von Lersner versah die Tagebücher mit fragenden, lobenden und kritischen Bemerkungen am Textrand. Die Pflege von Behinderten, von Menschen mit Handicap, waren kein ausgewiesener Schwerpunkt des Curriculums der Schwesternschule der Universität Heidelberg. Die Ausbildungstagebücher zeugen jedoch davon, dass Behinderte an der USH nicht vergessen wurden.

#### Christa Winter-von Lersner
Olga von Lersner wurde Ideengeberin für die Schwesternschülerin und spätere Pflegewissenschaftlerin, Christa Winter-von Lersner (* 1940). Es bestand ein verwandtschaftliches Verhältnis zwischen beiden Frauen. Christa Winter-von Lersner machte den psychiatrischen, den psychosomatischen und gemeindenahen Ansatz der Pflegeausbildung an der USH vor allem für die gerontologische Pflege fruchtbar. Auch der in Toronto gelehrte Public Health Ansatz in der Pflege, den Olga von Lersner von ihrem Studienaufenthalt in Toronto nach Heidelberg mitgebracht hatte, bestimmte das spätere pflegewissenschaftliche Wirken von Christa Winter-von Lersner hinsichtlich seiner Anwendung in der gerontologischen Pflege. Christa Winter- von Lersner absolvierte die „Weiterbildung zur Unterrichtsschwester“ an der Schwesternschule der Universität Heidelberg und arbeitete ab 1966 als eine solche in der „Psychiatrischen Universitätsklinik Heidelberg“ in Zusammenarbeit mit  Chefarzt Walter Ritter von Baeyer. Sie initiierte hier psychiatrische Fallbesprechungen für Pflegepersonal. Christa Winter- von Lersner studierte zudem zwischen 1984 und 1990 Psychologie an der Universität Osnabrück. Von 1993 bis 1994 war sie zunächst Professorin für Psychologie und Pflegepädagogik an der „Katholischen Fachhochschule Freiburg i.B.“ und wurde später Professorin für Pflegewissenschaft an der „Fachhochschule Fulda“. Im Jahr 2002 schloss sie ihre Promotion an der Martin-Luther-Universität Halle-Wittenberg ab. Ihr gemeinsam mit der Fachärztin für Psychiatrie und Psychotherapie, Maria Rave-Schwank (* 1935), herausgegebenes Lehrbuch „Psychiatrische Krankenpflege. Eine praktische Einführung für Schwestern und Pfleger“ erschien zwischen 1974 und 1997 in insgesamt sieben Auflagen. Christa Winter- von Lersner referierte beim „Ersten internationalen Pflegetheorienkongreß“, der im Jahr 1997 in Nürnberg stattfand.

### Olga von Lersner Krankenpflegeschule in Frankfurt a. M., Dorothea Kroeber
Olga von Lersner war Mitbegründerin der Olga von Lersner Krankenpflegeschule am Markus-Krankenhaus in Frankfurt am Main. Etliche junge Krankenschwestern, die ihre Ausbildung an der Schwesternschule der Universität Heidelberg gemacht hatten, arbeiteten später im Markus-Krankenhaus. Auch die Unterrichtsschwester Dorothea Kroeber, eine gute Kennerin des Gemeindeschwesternwesens in den USA und Deutschland, die 1951 ein Stipendium der Rockefeller Foundation für einen Studienaufenthalt in Schweden erhalten hatte, wechselte zu Beginn der 1960er Jahre von der USH ins Markus-Krankenhaus und führte dort die »Gruppenpflege« (Pflegesystem) ein. Die Schwesternschülerin Sabine Bartholomeyczik war von dieser Gruppenpflege sehr angetan, so dass sie nach der Ausbildung in die Markusschwesternschaft eintrat. Die Markusschwesternschaft wurde im Jahr 1973 in den Deutschen Berufsverband für Pflegeberufe (zuvor Agnes Karll Verband) eingegliedert. In Heidelberg wurde die Gruppenpflege etwas zeitversetzt zunächst in der Ludolf-von-Krehl-Klinik auf Veranlassung von Chefarzt Karl Matthes gemeinsam mit Absolventen der Schwesternschule eingeführt.

### Abschied von der Schwesternschule
Im März 1963 wurde Olga von Lersner als Oberin der Schwesternschule verabschiedet. In einer eindrucksvollen Feierstunde dankten Oberregierungsrat Roesinger sowie Prorektor Gottfried Köthe (1905–1989) für die geleistete Arbeit. Christian Caselmann (Pädagogik) gab einen Einblick in das weit gefasste Unterrichtsprogramm der Schule, in dem nun auch Psychologie und Pädagogik Einklang gefunden hätten. Für die deutsche Schwesternschaft sprach Oberin Lisa Schleiermacher. Karl Heinrich Bauer (Medizin) bezeichnete die scheidende Oberin und sich als ein „ungleiches, aber duldungsbereites Gespann“ und verwies auf das hohe Leistungsniveau der Schule, für die Primareife Voraussetzung sei. Antje Grauhan (1930–2010) betonte, dass Olga von Lersner sie bewogen habe, den Schwesternberuf zu ergreifen. Die CDU-Politikerin und Bundesministerin für das Gesundheitswesen, Elisabeth Schwarzhaupt (1901–1986), übersandte ein Grußwort mit der Ankündigung, die Schwesternschule unbedingt besuchen zu wollen. Die Schwesternschülerinnen trugen mehrstimmige Chorsätze und eine Sonate von Domenico Brasolini vor. Bewegt zeigte sich Olga von Lersner angesichts der vielen Grußadressen und Telegramme zu ihrem Abschied. Ihre Nachfolgerin in der Position der Schulleitung wurde Oberin Antje Grauhan.
Einige Schülerinnen erhoben den Vorwurf, dass sie sich, trotz des einjährigen Studienaufenthaltes in den USA und Kanada, nie um den Erwerb eines akademischen Titels bemüht habe, obwohl dies zum damaligen Zeitpunkt bereits möglich gewesen wäre. Als modern denkende Frau habe sie sich damit dem Sozialisationsdruck angepasst, eine pflegeberufliche Nische aufgesucht und damit den Anschluss an die Professionalisierungsprozesse in der Pflege verpasst. Die Schwesternschule der Universität Heidelberg sei trotz universitärer Nähe damit im Stil des beginnenden 20. Jahrhunderts geblieben.
Olga Freiin von Lersner wurde auf dem Hauptfriedhof Frankfurt am Main beerdigt. Ihr Grab befindet sich unweit vom Grab der Frankfurter Pflegewissenschaftlerin Hilde Steppe.

## Ehrungen
- 1963 wurde Lersner das Bundesverdienstkreuz 1. Klasse verliehen.[39]
- Die am 18. April 1968 eröffnete Krankenpflegeschule am Agaplesion Markus-Krankenhaus in Frankfurt am Main wurde „Olga-von-Lersner-Schule“ genannt.[40] Bis zu den Umbauarbeiten am Agaplesion Markus-Krankenhaus in den Jahren 2008–2013 hieß ein Gebäude auf dem Gelände „Olga-von-Lersner-Haus“.

## Publikationen
- mit Hans Opitz: Das Interesse in- und ausländischer Institutionen an der Schwesternschule der Universität Heidelberg. In: Gesundheitsfürsorge. Zeitschrift für die gesundheitlichen Aufgaben im Rahmen der Familienfürsorge. Georg Thieme Verlag, Stuttgart, Februar 1954, 3. Jg., Heft 11, S. 203. (Die USH soll in das vom Weltbund der Krankenpflegerinnen (ICN) geführte Archiv anerkannter Schulen aufgenommen werden.)
- Der Mensch als Inhalt und Ziel der Krankenpflege. Vortrag psychiatrische Klinik Weissenhof Weinsberg (andere Quellen sprechen von Weingarten als dem Tagungsort) Heidelberg 1955. (Mensch Inhalt u. Ziel KP)
- mit Alta Elisabeth Dines, Kathleen Leahy, Angela Hackett und Dean Couley: Spokesmen for Nursing. In: The American Journal of Nursing. 59, 6, 1959, S. 760–760. doi:10.2307/3417577

## Videoclips
- SWR Retro: Schwesternschule Heidelberg, 10. Februar 1961. Olga von Lersner, Min. 7:56–10:16. ARD Mediathek 10. Februar 2022
- SWR Retro: Wer hilft uns morgen? Ein Filmbericht über den Schwesternmangel. 30. März 1962. Min. 15:45–18:55 Schwesternschule der Universität Heidelberg, Schulleitungen Antje Grauhan („Sr. Antje“) und Olga von Lersner Digitalisat
- Roland Brühe im Gespräch mit Sabine Bartholomeyczik (25. Juli 2025)(51 Min.): Episode 106: Wegbereiterinnen persönlich – 5 Brühe im Gespräch mit Sabine Bartholomeyczik, zu Olga von Lersner Min. 6:27–7:28.